# Katedra Najświętszej Maryi Panny z Candelarii w Camagüey
Katedra Najświętszej Maryi Panny z Candelarii w Camagüey (hiszp.: Catedral Nuestra Señora de la Candelaria) – rzymskokatolicka katedra w Camagüey na Kubie. Mieści się przy Parque Ignacio Agramonte, przy ulicy Calle Cisneros.
Została zbudowana pierwotnie na początku XVIII wieku, ale została kilkakrotnie odbudowana. Dzisiejszy wygląd katedry jest efektem pracy wykonanej w 1864. Po tym jak papież Jan Paweł II odwiedził Kubę w 1998, pieniądze zostały ofiarowane na renowację katedry, która jest dziś w całkiem dobrym stanie.
Katedra Najświętszej Maryi Panny z Candelarii w Camagüey nosi nazwę od patronki miasta, Matki Bożej z Candelarii. Najbardziej uderzającą cechą jest ogromna dzwonnica, nakryta figurą Chrystusa. Katedra najlepiej prezentuje się z zewnątrz.